# Pogonichthys ciscoides
 Pogonichthys ciscoides és una espècie extinta de peix de la família dels ciprínids i de l'ordre dels cipriniformes.

## Morfologia
- Els mascles podien assolir 36 cm de longitud total.[5][6]

## Hàbitat
Era un peix d'aigua dolça i de clima subtropical.

## Distribució geogràfica
Es trobava a Nord-amèrica: Califòrnia (Estats Units).